# Fouilloy, Somme
Fouilloy là một xã ở tỉnh Somme, vùng Hauts-de-France, Pháp.

## Địa lý
Thị trấn này tọa lạc hai bên bờ sông Somme, tại giao lộ của các đường D1 và đường D23, khoảng 10 dặm Anh về phía đông của Amiens.

## Dân số
| 1962                                                           | 1968 | 1975 | 1982 | 1990 | 1999 |
| -------------------------------------------------------------- | ---- | ---- | ---- | ---- | ---- |
| 1047                                                           | 1391 | 1743 | 1658 | 1627 | 1734 |
| Số liệu điều tra dân số từ năm 1962, dân số không tính hai lần |      |      |      |      |      |